# Christelle Oyiri
Christelle Oyiri, née Christelle Oyiri Kougnon est une artiste, productrice musicale et DJ française aussi connue sous le nom CRYSTALLMESS

## Biographie

### Jeunesse
Christelle Oyiri nait et grandit dans le Val-de-Marne. Elle est d'origine guadeloupéenne et martiniquaise par sa mère et ivoirienne par son père. Elle grandit dans la cité Henri Thirard à L’Hay-les-Roses mais en raison d’une montée de violence dans le collège de secteur ses parents l’inscrivent au collège et au lycée à l'institut Notre Dame à Bourg-la-Reine. 
Elle choisit ensuite de poursuivre ses études en hypokhâgne/khâgne avec option théâtre au lycée Blomet. Elle obtient une licence en droit public à la faculté Jean Monnet en 2016. 

### Journalisme
Christelle Oyiri commence sa carrière en tant que journaliste. Elle débute en tant que pigiste pour Noisey Vice (en), écrit pour le journal The Guardian, et est ensuite rédactrice au journal Vice. Elle contribue à The Fader et au Brain Magazine. Elle s'implique aussi dans le programme « Franceland », où une équipe de journalistes parcourt la France à la rencontre des citoyens en amont de l'élection présidentielle de 2017 afin de comprendre la pluralité des opinions. 
Elle est également sollicitée par les médias pour son expertise musicale, notamment du grime, genre de rap originaire de Londres avec des racines issues du sound system jamaïcain et de la culture rave.

### Création musicale et pratique artistique
En tant que DJ et productrice, Christelle Oyiri se produit sous le pseudonyme « Crystallmess,, ». Son style de DJ est éclectique mais cohésif, s'appuyant davantage sur les textures, le continuum sonore et la narration plutôt que sur les genres. Elle change de style musical au cours de sa carrière, en jouant du zouk et du dancehall, puis de la techno de Detroit et enfin de l'afro-trance,. 
Abordant les thèmes de la culture club, de l'aliénation coloniale et des temporalités alternatives, elle crée en 2018 le film/installation « Collective Amnesia ». Inspiré par le travail de Kodwo Eshun de l'Unité de recherche du Cybernetic Club sur l'afrofuturisme, il mélange film et musique en souvenir des gestes de la jeunesse noire française. Son travail est présenté au Cinéma Nova à Bruxelles (Belgique)au festival Afrocyberfeminismes à la Gaîté-Lyrique à Paris, au Festival Les Urbaines en Suisse, à la galerie Auto Italia à Londres, à Lafayette Anticipations à Paris, au FRAC Lorraine à Metz et bien d’autres institutions internationales[réf. souhaitée].